# Ute Lemper
Ute Gertrud Lemper (Münster, 1963. július 4. –) német színésznő, énekesnő. Az 1999 óta Amerikában élő  előadóművész minden műfajban otthon van. Több nyelven beszél, zongorázik, énekel, táncol, dalokat ír, fest.
Katolikus családból származik. Tizenhat éves korában tagja lett egy punk zenekarnak (The Panama Drive Band). Kölnben táncművészeti akadémiát végzett. Bécsben a Max Reinhardt szemináriumban tanult színművészetet.
A Stuttgarti Állami Színházban két éven át játszott Csehov és Fassbinder darabokban. Jérôme Savarynál a Kabaréban játszott, Maurice Béjartnál a Hirtelen halálban (La Mort subite).
Legnagyobb ismertséget Kurt Weill-dalok előadásával szerzett.

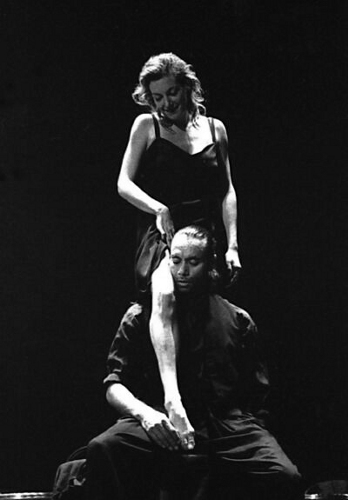
Alberto Terrile fotója; 1992

Négy gyermeke van.

## Lemezek
- 1986: Ute Lemper singt Kurt Weill
- 1987: Life is a Cabaret
- 1988: Chante Kurt Weill
- 1989: Crimes of the Heart
- 1990: Arielle, die Meerjungfrau
- 1990: Koldusopera
- 1990: The Seaven Deadly Sins
- 1990: The Wall Live in Berlin
- 1991: Songbook
- 1991: Live Große Tournee-Erfolge
- 1992: Illusions
- 1993: Ute Lemper singt Kurt Weill Vol.2
- 1993: Espace Indecent
- 1995: Portrait of Ute Lemper
- 1995: City of Strangers
- 1996: Berlin Cabaret Songs
- 1997: Nuit Etrangers
- 1998: The Very Best of Ute Lemper
- 2000: Punishing Kiss
- 2002: But One Day
- 2005: Blood and Feathers
- 2008: Between Yesterday and Tomorrow
- 2012: Paris Days, Berlin Nights
- 2013: Forever: The Love Poems of Pablo Neruda
- 2015: The 9 Secrets
- 2020: Rendezvous With Marlene
- 2023: Time Traveler